# Катастрофа в Московском метрополитене
Катастрофа в Моско́вском метрополите́не, крупнейшая техногенная авария за всю его историю и историю метрополитенов России, в которой погибло 24 человека, — сход с рельсов и крушение поезда «Русич» 15 июля 2014 года из-за столкновения со стеной на перегоне между станциями «Парк Победы» и «Славянский бульвар» в камере съездов, разделяющей тоннели Арбатско-Покровской линии и на тот момент строящуюся служебную соединительную ветвь к Солнцевской. По официальной версии, ставящейся под сомнение Российским университетом транспорта, профсоюзом ГУП «Московский метрополитен» и адвокатами обвинявшихся, причиной стала неправильная блокировка регулятора стрелочного перевода.
В отличие от аварии с обрушением эскалатора на станции «Авиамоторная» 17 февраля  1982 года с 8 погибшими, после которой получил срок лишь эскалаторный мастер В. П. Загвоздкин, осуществлявший работу с новыми тормозами по старой схеме, что привело к их аварийному состоянию, после катастрофы между «Парком Победы» и «Славянским бульваром» последовали существенные кадровые перестановки и пересмотр общей системы работы метрополитена в целом, помимо проведения расследования.
Критике специалистов подвергается также и сам факт эксплуатации электропоездов «Русич» в Московском метрополитене, средняя тележка между  секциями которых создаёт излишнюю нагрузку на железнодорожное полотно, и вызванное наличием секций формирование поезда («секционное» устройство вагонов «Русич» делает их в 1,5 раза длиннее стандартных вагонов), в связи с которым состав не везде целиком занимает платформу, а также несоответствие изначальным планам: «Русичи» предполагались для нереализованной концепции «лёгкого метро» с расчётом прохождения бо́льших кривых (поворотов) и уклонов, нежели на «классических» линиях.

## Предыстория
В апреле 2014 года за отказ установки бракованных деталей был уволен слесарь механосборочных работ ООО «Метровагонмаш» Вячеслав Бабочкин, о чём он сообщил СМИ. Предприятие, отреагировав, заявило, что использование бракованных материалов исключено; контролируется каждый этап как производства подвижного состава, так и его испытаний.

## Ход событий

Схема путевого развития в районе аварии

В 08:35 по московскому времени на перегоне между станциями «Парк Победы» и «Славянский бульвар» Арбатско-Покровской линии у строившегося противошёрстного съезда к служебной соединительной ветви (то есть по которому поезд может перейти на другой путь), ведущей на Солнцевскую линию по направлению к станции «Минская» Московского метрополитена, три передних вагона электропоезда модели «Русич» (составность поезда: 0210—0766—0765—0764—0211, тип 81-740.4/741.4, год постройки — 2010, депо «Измайлово»), следовавшего на скорости 70 км/ч (19,4 м/с), сошли с рельсов и столкнулись с поперечной стеной камеры съездов, что вызвало его крушение.
Участок от «Парка Победы» до «Кунцевской» был оцеплен и закрыт для движения до устранения последствий катастрофы, с этих станций началась эвакуация пассажиров. Для перевозки пассажиров на участке «Киевская» — «Молодёжная» было пущено 66 автобусов. В период ликвидации последствий аварии также вводились ситуативные ограничения движения поездов по Филёвской линии для обеспечения пропуска хозяйственных поездов, вывозивших строительный мусор с места аварии, также призывали пользоваться электропоездами Смоленского направления МЖД во избежание перегрузки Филёвской линии. Информация о прекращении движения поезда-челнока по Солнцевской линии, примыкавшей к закрытой станции «Парк Победы», в СМИ не поступала.
Сотрудники МЧС России и спасатели общественных аварийно-спасательных формирований немедленно приступили к спасению пассажиров. В ходе эвакуации выяснилось, что один из вагонов очень сильно деформирован. Некоторые пострадавшие не могли самостоятельно выбраться на поверхность, их спасатели эвакуировали с помощью гидравлических инструментов. К входу на станцию «Славянский бульвар» прибыли около 10 автомобилей скорой помощи, пожарные автомобили, сотрудники спасательных служб и полиции.
Всего спасатели вывели из метро на поверхность 189 человек, а наиболее деформированный вагон «деблокировали», чтобы выпустить из него пострадавших: их стали выводить и выносить на поверхность. Около 10:20 к станции «Славянский бульвар» прилетел медицинский вертолёт, который через некоторое время эвакуировал двоих пострадавших мужчин.
Около 10:55 на место происшествия прибыл мэр Москвы Сергей Собянин, который на месте заслушал доклад оперативных служб о ходе их действий.
Глава МЧС сообщил, что инцидент не рассматривают как теракт.

## Жертвы и пострадавшие
Число погибших составило 24 человека, из которых 20 человек скончались на месте катастрофы, позже ещё 4 человека от полученных травм скончались в больнице.
| Страна      | Погибшие |
| ----------- | -------- |
| Россия      | 17       |
| Китай       | 2        |
| Кыргызстан  | 1        |
| Таджикистан | 2        |
| Молдова     | 1        |
| Украина     | 1        |
| Всего       | 24       |

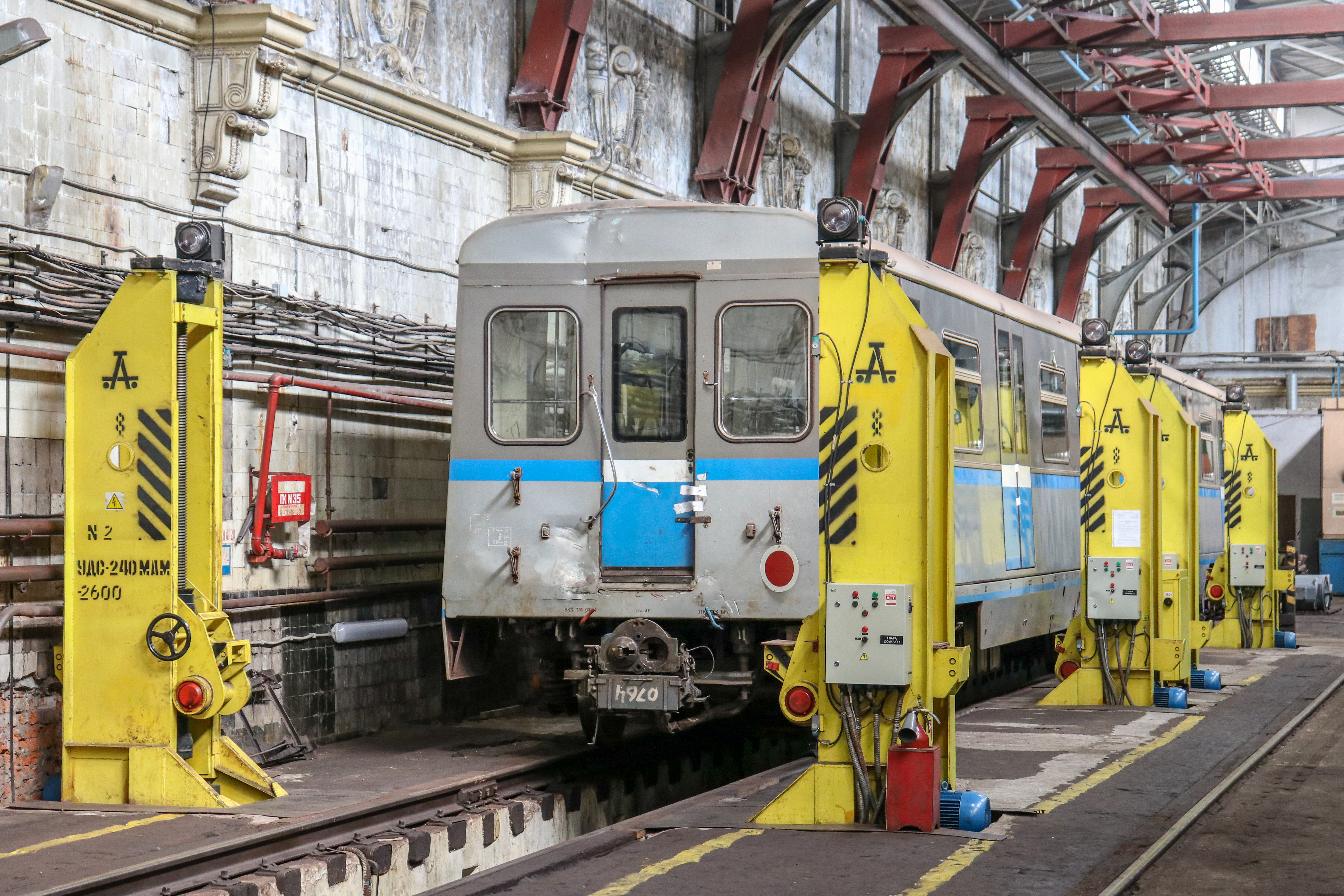
Вагон электропоезда «Русич», пострадавшего в катастрофе, в электродепо ТЧ-3 «Измайлово». Фото 21 августа 2021 года

Пострадали 217 человек, из них 150 госпитализированы, 47 человек в тяжёлом состоянии (по другим источникам — 42).
Среди пострадавших, по сообщению вице-премьера РФ Ольги Голодец, россияне из 12 регионов, а также граждане 5 других государств: Кыргызстана, Молдовы, Таджикистана, Узбекистана и Украины.

## Расследование
15 июля Следственный комитет РФ возбудил уголовное дело по факту аварии по признакам преступления, предусмотренного ч. 3 ст. 263.1 УК РФ («Неисполнение требований по обеспечению транспортной безопасности на объектах транспортной инфраструктуры и транспортных средствах, повлёкшее по неосторожности смерть двух или более лиц»). Место аварии было обследовано следователями, проведён опрос свидетелей, очевидцев, сотрудников метрополитена и Мосэнерго. Расследование проводил центральный аппарат СК РФ. Официальный представитель СК РФ Владимир Маркин сообщил, что следствие рассматривает несколько причин аварии: неисправность вагонов, неисправность стрелки, проседание полотна. Все они являются техногенными, из возможных причин исключён террористический акт. В первые часы после аварии СМИ заявляли со ссылкой на МЧС, что возможной причиной мог стать скачок напряжения, из-за которого началось резкое торможение состава, однако следователи не обнаружили подтверждения данной гипотезы.
16 июля были задержаны двое подозреваемых — старший дорожный мастер службы пути Валерий Башкатов и его помощник Юрий Гордов, имевшие отношение к работам по укладке стрелочного перевода. По данным следователей, стрелочный механизм был зафиксирован ненадлежащим образом, что и привело к катастрофе. Представитель профсоюза метрополитена согласился с этой версией, но поставил под сомнение то, что стрелка была неверно зафиксирована именно трёхмиллиметровой проволокой. Позже обвинение по этой же статье было предъявлено директору по производству ООО «Спецтехреконструкция» Анатолию Круглову и заместителю начальника дистанции капитального ремонта службы пути ГУП «Московский метрополитен» Алексею Трофимову.
Есть также версия, что причиной аварии стала неисправность вагона поезда «Русич». Подвагонное оборудование оторвалось от вагона и при наезде на стрелку заблокировало тележку вагона.
20 сентября 2021 года СК РФ было объявлено, что расследование по делу о крушении завершено.

## Суд
8 июля 2015 года Дорогомиловский суд Москвы начал рассмотрение дела по обвинению в катастрофе Трофимова, Башкатова, Гордова и Круглова. 8 ноября 2015 года суд вынес приговор, признав всех виновными и назначив наказание Гордову в виде 6 лет колонии, Башкатову, Трофимову и Круглову — 5,5 года и взыскав с обвиняемых в общей сложности 15 млн рублей в пользу потерпевших.
В 2017 году Московский метрополитен подал в арбитражный суд Москвы иск о взыскании ущерба, который был причинён его имуществу, на сумму 331 млн 740 тыс. рублей к ООО «Спецтехреконструкция», выполнявшему работы на Арбатско-Покровской линии, и к генеральному подрядчику АО «Мосинжпроект». В феврале 2018 года арбитражный суд Москвы отказал в удовлетворении исковых требований.

## Реакция

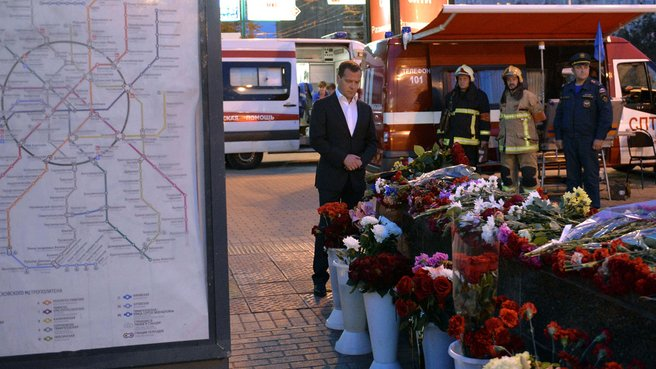
Дмитрий Медведев почтил память погибших в аварии в московском метро

### Россия
Президент Российской Федерации Владимир Путин выразил глубокие соболезнования родным и близким погибших в аварии в московском метро и пожелал скорейшего выздоровления пострадавшим.
Премьер-министр России Дмитрий Медведев выразил соболезнования семьям погибших и поручил оказать помощь Москве в ликвидации последствий чрезвычайной ситуации:

У нас в Москве произошло трагическое происшествие в метро — авария, погибли люди, и более 100 человек находятся на лечении в больницах. <…> Безусловно, необходимо помочь Москве в ликвидации последствий этого тяжёлого происшествия — и по линии медицинской, и по всем остальным направлениям, по которым в подобных случаях необходимо принимать решения.
Председатель Совета Федерации Валентина Матвиенко заявила, что глубоко опечалена известием об аварии, происшедшей в Московском метрополитене. «Вместе с вами переживаю за жизнь и здоровье людей, пострадавших в этом транспортном происшествии», — говорится в тексте правительственной телеграммы, направленной Матвиенко в адрес мэра Москвы.
Соболезнования семьям погибших от себя лично и от правительства города выразил мэр Москвы Сергей Собянин. Также он подписал указ об объявлении в городе траура в связи с катастрофой. Помимо этого, власти Москвы заявили о выплате компенсаций родственникам погибших в количестве 1 миллиона рублей, а пострадавшим — по 500 тысяч. В то же время, руководство метрополитена заявило о выплате возмещений по 2 миллиона семьям жертв и до миллиона пострадавшим (в зависимости от тяжести травм).
Глава Департамента транспорта Максим Ликсутов заявил, что Департамент транспорта не отвечает за безопасность московского метро.
22 июля руководитель метрополитена Иван Беседин был освобождён от занимаемой должности, на эту должность назначен Дмитрий Пегов, с февраля 2010 занимавший пост гендиректора Дирекции скоростного сообщения — филиала ОАО «РЖД». По заявлению самого Беседина, он «самовольно подал письмо об уходе с должности, когда узнал о трагедии».

### Другие государства
Генеральный секретарь ООН Пан Ги Мун выразил соболезнования семьям погибших в результате катастрофы и всем россиянам, а также пожелал скорейшей поправки пострадавшим.
Президент Азербайджана Ильхам Алиев от имени народа Азербайджана и от себя лично выразил соболезнования Владимиру Путину в связи с катастрофой.
Президент Беларуси Александр Лукашенко выразил соболезнования президенту России Владимиру Путину, всему российскому народу, родным и близким погибших при аварии поезда в Московском метрополитене:

Сообщение об аварии поезда на Арбатско-Покровской линии Московского метрополитена, повлекшей человеческие жертвы, болью отозвалось в сердцах белорусов, искренне разделяющих с вами чувство скорби.
От имени Мексики «глубочайшее сожаление по случаю аварии» выразил посол Мексики в России Рубен Бельтран.
Посольство США в России принесло соболезнования семьям погибших и пострадавшим в результате аварии в московском метро.
Президент Таджикистана Эмомали Рахмон выразил Президенту России соболезнования в связи с катастрофой в московском метро и попросил Путина «передать искренние соболезнования родным и близким погибших в трагедии в метро и пожелания скорейшего выздоровления всем пострадавшим».

### Память
Несмотря на заявление правительства Москвы в лице мэра Сергея Собянина и главы Департамента транспорта Максима Ликсутова о рассмотрении вопроса об установке мемориальной таблички в память о погибших, табличка не установлена и спустя 10 лет.

## Критика официальной версии и мнения
По мнению Сергея Князькина, адвоката старшего дорожного мастера Службы пути ГУП «Московский метрополитен» Валерия Гордова, проведённое следствие является однобоким, так как за его основу взято заключение комплексной железнодорожно-технической экспертизы, которая не учла версии осмотревших перегон после схода поезда с рельсов с целью назначения максимального наказания уже арестованным фигурантам дела.
Техническая неисправность подвижного состава, заявленная как одна из версий трагедии, по мнению заместителя заведующего кафедрой Российского государственного университета путей сообщения Леонида Баранова, входившего в комиссию по расследованию (но не участвовавшего в экспертизе) и профсоюза, требовала рассмотрения и содержит подробности. В частности — отвалившийся редуктор (или иной металлический предмет) при прохождении стрелочного перевода, ведущего на к тому времени строящуюся служебную соединительную ветвь к Солнцевской линии. События могли развиваться следующим образом: при движении на скорости около 70—80 км/ч (последняя является максимально допустимой по АЛС-АРС на метрополитенах РФ и в других городах стран постсоветского пространства) по перегону «Парк Победы» — «Славянский бульвар», приблизительно в ста метрах от стрелочного перевода от днища первого вагона (сразу после первой тележки) отвалилась деталь и, будучи прикреплённой к днищу уже только одним концом, она начала волочиться по пути, что повлекло за собой стесание металлической поверхности рельсов, вследствие чего стрелочный перевод поменял своё положение. В пользу этой версии говорят найденные сколы на бетоне и остряке и повреждение шпал. Несмотря на это, суд вынес приговор ответственным за стрелочный перевод, при этом отказав метрополитену в удовлетворении требования о возмещении ущерба.

Однако у версии о технической неисправности поезда есть и противники: её отвергает машинист и заместитель председателя Независимого профсоюза работников Московского метрополитена Валерий Собачкин. По его мнению, сход поезда с рельсов из-за технической неисправности самого поезда маловероятен: 
— Под днищем поезда много деталей, в том числе тяги, “серьги” (подвески редуктора) и т. д., но все они весьма внушительны по размерам. Если бы одна из них наполовину отвалилась под днищем головного вагона поезда, то машинист это непременно почувствовал бы и немедленно применил экстренное торможение. После этого он должен был бы выйти на осмотр состава, сообщить о случившемся диспетчерам и т. д. Судя по новой версии, некие специалисты предполагают, что деталь оторвалась примерно за 100 метров до злополучного стрелочного перевода. При скорости в 60 км/ч тормозной путь состава метро составляет около 110 метров, проще говоря, до “стрелки” поезд успел бы затормозить. При скорости в 70-80 км/ч на стрелочном переводе состав двигался бы не быстрее, чем 15-20 км/ч, и даже в случае его схода с рельсов такой страшной аварии бы не произошло. Так что, по моему мнению, новая версия аварии в “подземке” крайне маловероятна

## Смена руководства метрополитена вследствие катастрофы
После катастрофы, 22 июля, мэр Сергей Собянин отстранил с поста начальника ГУП «Московский метрополитен» Ивана Беседина, пришедшего на смену Дмитрию Гаеву, возглавляшему предприятие с 1995 по 2011 год. Сам Беседин, однако, заявил, что покинул пост по собственному желанию. Также, по мнению бывшего главы Министерства транспорта и заместителя председателя Государственной думы Виталия Ефимова, отставка являлась преждевременной. На место Беседина впоследствии был назначен Дмитрий Пегов.

## Прочее
Модель электровагонов «Русич» изначально не предполагалась к использованию на Арбатско-Покровской и, впоследствии, Сокольнической линиях, так как была спроектирована для эксплуатации на Бутовской линии т. н. «лёгкого метро», от которого отказались вследствие кризиса 1990-х годов при мэре Юрии Лужкове. О непредназначенности к эксплуатации на «классических» линиях свидетельствует, в частности, нестандартное расположение и количество дверей в секциях между сочленённым соединением, как и наличие самих секций вместо единого вагона, аналогично всем остальным стандартным типам и моделям, соединённых между собой только либо автосцепкой Шарфенберга, либо беззазорным сцепным устройством (БСУ), а также форма кузова — из расчётов прохождения бо́льших кривых пути. Кроме того, из-за нестандартной длины состава, вызванной его «секционным» формированием (две секции «Русича» формируют цельную подвижную единицу), электропоезд короткий как для Арбатско-Покровской линии, так и для Сокольнической, что, как считают специалисты по транспорту, сказывается на удобстве для пассажиров.